# 1938 au Québec
Cet article traite des événements survenus en 1938 au Québec. 

## Événements

### Janvier
- 14 janvier : la Chambre des communes adopte une motion s'opposant à la canalisation du fleuve Saint-Laurent[1].
- 18 janvier : le Collège du Sacré-Cœur de Saint-Hyacinthe est rasé par un incendie qui fait 46 morts, pour la plupart des enfants[2].
- 26 janvier : début de la troisième session de la 20e législature. Le discours du Trône annonce l'établissement d'écoles d'agriculture ainsi que la création d'une école des mines[3].

### Février
- 5 février : Ottawa parle d'étudier la possibilité de désavouer la loi du cadenas adoptée à l'Assemblée législative en 1937[4].
- 16 février : l'Union nationale remporte l'élection partielle de Bagot[5].
- 21 février l Lucien-Hubert Borne remporte l'élection municipale de Québec et devient le nouveau maire de la ville. Il a obtenu 5700 voix de plus que son adversaire Joseph-Ernest Grégoire[6].
- 28 février : inauguration de la Faculté des sciences sociales et politiques de l'Université Laval, qui aura comme premier directeur le Père Georges-Henri Lévesque[7].

### Mars
- 17 mars : un projet de loi sur le suffrage féminin est battu à l'Assemblée législative par 48 voix contre 16[8].
- 19 mars : Gratien Gélinas commence sa revue théâtrale Les Fridolinades au Monument national de Montréal[9].

### Avril
- 8 avril : l'Assemblée législative adopte la loi créant le Parc du Mont-Orford[10].
- 12 avril : la session est prorogée[3].

### Mai
- 25 mai : l'unioniste Antonio Talbot remporte l'élection partielle de Chicoutimi[3].
- 29 mai : le premier congrès du Crédit social section Québec se tient à Saint-Hyacinthe[11].

### Juin
- Juin : Baie-Comeau est officiellement créée[12].
- 10 juin : en congrès, le Parti libéral du Québec vote une motion sur l'abolition du Conseil législatif et confirme Adélard Godbout comme chef[3].
- 22 au 28 juin : Jean-Marie-Rodrigue Villeneuve préside un Congrès eucharistique à Québec[13].
- 25 juin : inauguration du parc de l'île Sainte-Hélène à Montréal[14].

### Juillet
- 4 juillet : des représentants des divers mouvements fascistes se réunissent à Kingston Ils décident de se regrouper en un parti, le Parti de l'unité sociale avec Adrien Arcand comme président[15].
- 8 juillet :
  - Robert Manion devient chef du Parti conservateur du Canada[16].
  - le premier ministre Duplessis demande à son ministre François Leduc de démissionner. Devant le refus de celui-ci, il présente la démission de son cabinet au lieutenant-gouverneur, qui lui demande de former un nouveau gouvernement. Tout l'ancien nouveau cabinet est de nouveau assermenté sauf François Leduc[17].
- 25 juillet : Paul Gouin recrée l'Action libérale nationale lors d'un congrès à Sorel[18].

### Août
- 4 août : le député de Sainte-Marie, Candide Rochefort (en), ne quitte pas l'Union nationale malgré ses protestations contre le traitement fait à François Leduc[19].
- 24 août : le trésorier Martin Beattie Fisher annonce que les dépenses ont été d'un peu plus de 50 millions $ durant l'année budgétaire 1937-1938[20].

### Septembre
- 24 septembre : inauguration de l'école des mines de Val d'Or[21].
- 25 septembre : Radio-Canada inaugure son premier poste de radio de la région de Québec, CBV[22].

### Novembre
- 2 novembre : l'Union nationale remporte les élections partielles de Montréal—Saint-Louis et de Stanstead[3].
- 30 novembre : Anatole Carignan devient le nouveau ministre de la Voirie[23].

### Décembre
- 3 décembre : le diocèse d'Amos est officiellement créé[24].
- 12 décembre : Camillien Houde remporte les élections municipales de Montréal avec une majorité de 20 000 voix[25].

## Naissances
- André Jobin  (journaliste à la télévision)  († 30 juin 2019)
- Louise Cousineau (journaliste et chroniqueuse télévisuelle) († 19 février 2024)
- Richard Martin  (Producteur et réalisateur) († 25 octobre 2016)
- 26 janvier - Julie Stanton (écrivaine)
- 9 février - Jovette Marchessault (artiste) († 31 décembre 2012)
- 18 février - François Tassé (acteur)
- 22 février
  - Lucien Lessard (homme politique) († 28 février 2024)
  - Pierre Vallières (journaliste et écrivain) († 23 décembre 1998)
- 21 mars - Terry Gray (joueur de hockey) († 2 janvier 2020)
- 23 mars - Pierre Gobeil (acteur) († 21 mars 2006)
- 12 avril - Donald Pilon (acteur)
- 22 avril - Roger Houde (administrateur et homme politique)
- 27 avril - 
  - Alain Caron  (joueur de hockey) († 18 décembre 1986)
  - Julie Daraîche (chanteuse) († 26 avril 2022)
- 2 mai - Gilles Richer (réalisateur) († 9 mai 1999)
- 6 mai - Jean Garon (homme politique) († 1er juillet 2014)
- 13 mai - Laurent Beaudoin (homme d'affaires)
- 15 mai - 
  - André Berthiaume (romancier, nouvelliste et essayiste)  († 14 novembre 2023)
  - Claude Michaud (acteur) († 21 février 2016)
- 19 juin - Jean-Claude Labrecque (réalisateur)  († 31 mai 2019)
- 26 juin - Jean Royer  (poète et écrivain)  († 4 juillet 2019)
- 28 juin - René Durocher (historien)  († 21 novembre 2021)
- 8 juillet - Jacques Desrosiers (acteur et chanteur) († 11 juin 1996)
- 18 juillet - Pierre Collin (acteur) († 27 juillet 2023)
- 29 juillet - Jean Rochon (médecine et homme politique)  († 19 octobre 2021)
- 1er août - Bruno Laplante (chanteur)
- 2 août - Pierre de Bané (homme politique) († 9 janvier 2019)
- 8 août - Jacques Hétu (compositeur) († 9 février 2010)
- 9 août - Micheline Coulombe Saint-Marcoux (compositrice) († 2 février 1985)
- 11 août - Pierre Létourneau (chanteur)
- 12 août - Jean-Paul L'Allier (homme politique, ancien maire de Québec) († 5 janvier 2016)
- 17 août - Dick Lines (joueur de baseball)
- 12 septembre - Claude Ruel (entraîneur au hockey) († 9 février 2015)
- 16 septembre - René Gingras (homme politique)
- 19 septembre - Andrée Boucher (actrice) († 30 septembre 2021)
- 30 septembre - Raymond Royer (avocat, comptable, homme d'affaires) († 24 avril 2025)
- 16 octobre - Louise Rémy (actrice) († 3 juillet 2016)
- 26 octobre - Claude Poirier (journaliste et chroniqueur judiciaire)
- 10 novembre - Roch Gardner (homme politique)
- 13 novembre - Gérald Godin (poète et homme politique) († 12 octobre 1994)
- 22 novembre - Denis Perron (homme politique) († 23 avril 1997)
- 25 novembre - Pierre Marcotte (animateur) († 13 juillet 2022)
- 2 décembre - Maurice Harquail (homme politique)
- 3 décembre - Jean-Claude Malépart (homme politique) († 16 novembre 1989)
- 15 décembre - Pierre-Yves Pelletier (graphiste)
- 17 décembre - Gilles Tremblay (joueur de hockey) († 26 novembre 2014)
- 22 décembre - Lucien Bouchard (ancien chef du Bloc québécois et ancien premier ministre du Québec)
- 23 décembre - Noël Audet (romancier) († 29 décembre 2005)
- 25 décembre - Noël Picard (joueur de hockey) († 6 septembre 2017)

## Décès
- 4 janvier - George Halsey Perley (diplomate et homme politique) (º 12 septembre 1857)
- 9 janvier - Aimé Bénard (en) (homme politique) (º 21 novembre 1873)
- 28 janvier - Hugh Graham (homme d'affaires) (º 18 juillet 1848)
- 21 mars - Herbert Molson (en) (homme d'affaires) (º 29 mai 1875)
- 28 octobre - Joseph Dillon (homme politique) (º 17 avril 1877)
- 26 décembre - Pierre-Ernest Boivin (homme d'affaires et homme politique) (º 24 juin 1872)